# Kumite
Kumite (japoneză 組手) reprezintă acea ramură a karate-ului care presupune lupta directă între doi parteneri. În accepțiunea regulamentelor actuale ale Federației Mondiale de Karate (World Karate Federation), aceasta implică lovituri de braț și de picior în sistem semi-contact (contact slab la față și contact mai pronunțat la corp, exclusiv lovituri în orice zonă inferioară centurii), durata totală a luptei în cazul seniorilor fiind de 3 minute, cu întreruperea meciului după fiecare punct sau penalizare obținut(ă) de unul dintre cei doi parteneri. În Romania, competițiile de karate (kata și kumite) se desfășoară sub egida Federației Române de Karate Modern (FRKM), avându-i în frunte pe d-l președinte Adrian Popescu Săcele și pe d-l secretar general Vasile Manea.